# Das kunstseidene Mädchen (Film)
Das kunstseidene Mädchen ist eine 1959 entstandene Filmadaption des gleichnamigen Zeitromans von Irmgard Keun. Unter der Regie des französischen Altmeisters Julien Duvivier spielte Giulietta Masina die Titelrolle.

## Handlung
Die Bundesrepublik Deutschland der Gegenwart. Die achtzehnjährige Doris Putzke arbeitet als Sekretärin eines Rechtsanwalts in Idstein im Taunus. Sie lebt in ärmlichen Verhältnissen. Der Stiefvater hat keine Arbeit und gibt sich ganz dem Alkohol hin, die Mutter verdient einen Hungerlohn als Garderobiere am Theater. Ein Großteil von Doris‘ Gehalt geht für ihre armselige Unterkunft drauf. Doris träumt von einem besseren Leben, von Geld, einem schönen Haus und reichen Männern, die sie aushalten. Sie will nicht mehr weiter darben, nicht mehr von der Hand in den Mund leben, und sie findet auch, dass ihr auch genau ein solches Leben in Saus und Braus mit Festen, zahlungskräftigen Männern und Geschenken zusteht. Moral zu haben sei da nur hinderlich, und sie sieht dafür auch keine Notwendigkeit. Einen sozialen wie finanziellen Aufstieg, das weiß Doris, wird sie aus eigener Kraft mit ihrer Arbeit und dem Hungerlohn nicht erreichen, und so beginnt sie fortan zahllose Liebschaften und hüpft von einem Mann zum anderen – Hauptsache er kann für den Genuss, eine lebenslustige, junge Blondine an seiner Seite zu haben, auch ordentlich zahlen. Rasch beginnt Frl. Putzke das Wesen der Männer zu durchschauen. Sie umgarnt sie und versteht, ihnen teure Geschenke für sich zu entlocken. Dabei bewegt sie sich stets hart am Rande der Prostitution.
Selbst ihr Chef im Büro verfällt den kindfraulichen Blicken seiner Stenotypistin; Doris versteht es, mit nur einem verführerischen Wimpernschlag ihren Arbeitgeber von den Tippfehlern, die ihr immer mal wieder unterlaufen, geschickt abzulenken. Doch der will eines Tages mehr, und Doris Putzke weist ihn energisch zurück. Daraufhin verliert die Lolita ihren Job. Einer ihrer späteren Liebhaber, der arrivierte, dickliche Arthur Grönland, wird ihr eines Tages Honig ums Maul schmieren und Doris raten, es doch einmal beim Film zu versuchen. Doch die Realität ist eine andere, und so ist Doris heilfroh, dass ihre Mutter der nunmehr Joblosen eine Statistenrolle am Theater, wo Mutter Putzke arbeitet, verschaffen kann. Doris stellt schnell fest, dass die Schauspielschülerinnen ebenso von Höherem träumen wie die Büromädchen. Um sich Anerkennung zu verschaffen, behauptet Doris, ein Verhältnis mit dem Theaterdirektor zu haben. Tatsächlich erhält Doris eine kleine Rolle und wird in die Schauspielschule aufgenommen. Ihre Lüge, die Geliebte des Direktors zu sein, fliegt auf. Zeitgleich kehrt Doris‘ einzige große Liebe aus längst vergangenen Tagen in die Stadt zurück. Um ihm zu zeigen, dass sie „es geschafft“ habe und ihn dadurch wiederzugewinnen, entwendet Doris einen Pelzmantel. Dann aber packt sie die Panik, von der Polizei verhaftet zu werden, und Frl. Putzke flieht nach Berlin.
Doris ist fasziniert von der Betriebsamkeit der großen Metropole, den vielen Menschen und Lichtreklamen. Ihr Pelz soll die Eintrittskarte zu einer Welt voller Verheißungen werden und vor allem das Entrée zu den reichen Männern, die sie nur noch um den Finger wickeln muss. Bei Tilly Scherer, deren Mann zurzeit auf Montage arbeitet, hofft Doris eine Unterkunft zu erlangen – immer in Angst davor, dass die Polizei wegen des gestohlenen Mantels nach ihr fahndet. In dieser Situation – ohne Anmeldung, ohne Arbeit, quasi in der Halbillegalität lebend – ist Doris Putzke mehr denn je auf reiche Gönner angewiesen. Sie lernt die glitzernde Nachtwelt kennen, die Bars, Varietés und Tanzlokale, die bei dem Provinzei einen mächtigen Eindruck hinterlassen. Doch sie sieht auch die Schattenseiten, den schalen Glanz der Glitzermetropole. Das Glamourlicht, die Oberflächlichkeiten, immer die gleichen Amüsements – Doris beginnt sich nach der „großen Liebe“ zu sehnen. Und sie hat Heimweh, ausgerechnet nach der Provinz. Doris beginnt, sich als Prostituierte zu fühlen. Ihr Ekel gegenüber dem äußerst wohlhabenden Herrn Onyx beispielsweise, der sie zu seiner Geliebten machen möchte, ist größer als die Verlockung einer sorglosen Zukunft, die nunmehr zum Greifen nah erscheint. Als jener Herr Onyx, selbstverständlich – wie die meisten anderen ihrer „Begleiter“ – verheiratet und ein Mann mit ausgewiesener Doppelmoral, erfährt, dass er nicht der einzige Mann in Doris‘ Leben ist, von dem sie ausgehalten wird, trennt er sich von ihr.
Eine gänzlich andere Bekanntschaft beginnt Doris erstmals die Augen zu öffnen. Herr Brenner, ein älterer Herr und zugleich ihr Wohnungsnachbar, ist seit einer Kriegsverletzung erblindet. Doris wird bald zu seinen Augen. Sie schildert ihm die Stadt, wie sie sie sieht und fängt deren Atemlosigkeit für ihn ein. Für kurze Zeit wird sie bald darauf die Geliebte des gutsituierten, reichen Herrn Alexander und ist überwältigt von dem Luxus, den sie sich so lange erträumt hatte. Sie fühlt sich endlich angekommen, obwohl auch dieser Mann daheim eine Ehefrau hat. Doris lässt ihre Freundinnen und die Mutter an dem durch Alexander finanzierten Wohlstand teilhaben. Als ihr Gönner eines Tages verhaftet wird, kehrt Doris erneut zu Tilly Scherer zurück. Wieder scheint ein Traum geplatzt. Die Dinge verkomplizieren sich, als Tillys Mann Albert von Montage zurückkehrt und Doris ordentlich den Hof macht. Doris nimmt Reißaus und landet final auf der Straße. Im Wartesaal eines Bahnhofs lernt sie den arbeitslosen Maschinenschlosser Karl kennen, der in einer Laubenkolonie wohnt und sich mit dem Verkauf von eigens angebautem Gemüse und Schnitzspielzeug über Wasser hält. Er bietet Doris eine bescheidene Unterkunft in seiner ländlichen Datsche, doch ihr Stolz verbietet es ihr, das Angebot anzunehmen.
Daraufhin lernte Doris den 37-jährigen Ernst Moos kennen, einen soignierten, anständigen Single mit eigener Wohnung. Er ist froh, nun endlich wieder Gesellschaft zu haben, denn er fühlt sich einsam. Moos bedrängt Doris auch nicht, liebt er doch noch immer seine Gattin Hanne, die ihn vor einiger Zeit sitzengelassen hat. Doris fühlt sich zum ersten Mal auch seelisch wohl und erledigt für den Junggesellen wider Willen die Tätigkeiten einer Hausfrau. Als Doris sich in den schlaksigen Werbezeichner zu verlieben beginnt, will sie ihm bezüglich ihrer Vergangenheit reinen Wein einschenken und überreicht ihm ihr Tagebuch. Er soll ihre ganze schmutzige Vergangenheit erfahren. Doris fängt einen Brief Hannes an ihren Mann ab und unterschlägt dieses Schreiben, denn sie befürchtet, dass Ernst der treulosen Hanne verzeihen und zu ihr zurückkehren werde. Doris ist zum ersten Mal die treibende Kraft, die aus ihrer seelischen Nähe auch eine körperliche machen möchte. Doch Ernst zeigt sich spröde; zu sehr hängt er noch den Erinnerungen an Hanne nach. Auch sind die Bildungsunterschiede der beiden zu gegensätzlich – während Ernst ein kultivierter, belesener Herr von Welt ist, bleibt Doris doch nur der schlichten Zerstreuung verbunden. Doris erkennt, dass sie erstmals einen Mann nicht erobern kann und lässt Ernst zu seiner Hanne ziehen. Nun ist Doris wieder obdachlos. Ganz unten angekommen, erinnert sie sich an das Angebot Karls und zieht in dessen Laubenpieperdatsche.

## Produktionsnotizen
Das kunstseidene Mädchen entstand in der zweiten Jahreshälfte 1959 und wurde am 16. Februar 1960 in Berlins Filmbühne Wien uraufgeführt. Die Filmbauten stammen aus den Händen von Rolf Zehetbauer, Gabriel Pellon und Peter Röhrig.
Die im literarischen Original im Rheinland und in Berlin in den Jahren 1931/32 spielende Geschichte wurde für den Film in das Deutschland der Gegenwart (1959) verlegt.

## Hintergründe
Produzent Kurt Ulrich beabsichtigte mit Jons und Erdme (1959) und dieser im Anschluss daran noch im selben Jahr gedrehten Produktion aus dem Fahrwasser seichter Massenunterhaltung, die bis dahin seine Produktionspalette ausgezeichnet hatte, auszuscheren. Nachdem er Die Nächte der Cabiria mit Giulietta Masina gesehen hatte, wollte er unbedingt die italienische Starschauspielerin für diese beiden und einen geplanten dritten Film (Die Dreigroschenoper) verpflichten. Er reiste daraufhin nach Rom und stach bei den Verhandlungen angeblich sogar die Konkurrenz aus Hollywood aus. Nachdem jedoch die beiden deutschen Ulrich-Masina-Kooperationen an den Kinokassen floppten, kam es nicht mehr zu einer dritten Zusammenarbeit mit der Fellini-Gattin. Der geplante dritte Film, Die Dreigroschenoper, ging erst 1962 in Produktion und hatte Hildegard Knef in der für die Masina vorgesehenen Rolle.

## Kritiken
„Nach seinem Fehlschlag mit dem ersten deutschen Giulietta-Masina-Film Jons und Erdme engagierte der Berliner Produzent Kurt Ulrich für sein zweites Wagnis mit der italienischen Schauspielerin einen Veteranen französischer Filmregie, Julien Duvivier. In der (einem Roman von Irmgard Keun entlehnten) Fabel hat die Masina zwar als vom Wohlstand träumende Doris Putzke die Fleischeslust in insgesamt vierzehn Männern zu erwecken; doch dieser Massenandrang deutscher Potenz erscheint selbst angesichts des nunmehr dauergewellten Rettichkopfes der Masina als wenig glaubwürdig. Duviviers Episodenfilm erinnert nur im Sujet, keinesfalls aber in der Ausführung an Fellinis Masina-Film Die Nächte der Cabiria.“

„Irmgard Keun hat damals – zwanziger Jahre – mit ihrem vibrierend witzigen Romanfeuilleton den richtigen Typ gegriffen: das halbseidene Mädchen, das es mit jedem versucht und mit keinem Glück hat. Damals war das eine Art Existenz, prickelndes Zwischenfach mit wechselnden Engagements. Aber heute wird dieses Fach nicht mehr besetzt. Heute ist man entweder brav – was man so brav nennt – oder Nitribitt. Für Zwischentöne und Nuancen fehlt das Flair der großen Berliner Jahre, und das kann auch Julien Duvivier mit der Masina nicht wieder hervorholen; im Museum der Zeit hat selbst die Berufsjungfrau Staub angesetzt. Der deutsch-französisch-italienische Film ist also ein internationales Mißverständnis, und sogar ein ganz reizendes, wenn man die Augen davor verschließt, daß so viel Wasser im Strom der Zeiten vergeudet worden ist. Zumindest hätte man nicht so tun dürfen, als ob das Kunstseidene, garniert mit Atomblick, heute noch ein Artikel sei. Dieser Fehler ist unverzeihlich; man hätte uns lieber historisch kommen sollen. Dann hätten wir manches so reizend gefunden, wie es dargeboten wird. Dieses traurig-komische Mädchen zum Beispiel, die Masina, die bei ihrem melancholischen Bummel durch die zahllosen Männer niemals so ganz den Mut zum Weitermachen verliert.“

Paimann’s Filmlisten resümierte: „Diese Handlung ist aus den 20-er Jahren in ein recht provinzielles Berlin von heute verlegt, die Titelfigur von Giulietta Masina wie immer etwas zu grotesk angelegt, läßt aber das leidende Menschlein durchblicken.“
Im Lexikon des Internationalen Films heißt es: „Irmgard Keuns frech-kritischer Roman um das nach höheren Zielen strebende Kellerkind Doris Putzke verlegt der Film aus dem Berlin der 20er in die 50er Jahre, ohne den veränderten Verhältnissen Rechnung zu tragen. Regisseur Duvivier scheitert nicht zuletzt an den Unstimmigkeiten des Drehbuchs. Auch Giulietta Masina in der Rolle der Stenotypistin, die ihr Glück sucht, indem sie sich mit immer neuen Männern einläßt, bleibt ungewohnt blaß.“
Anmerkung: Mehrere der zitierten Kritiken geben an, Keuns Roman spiele in den 1920er Jahren. Das ist falsch. Der Roman spielt 1931/32, wobei Doris am 27. September 1931 in Berlin  ankommt (zu datieren durch den Staatsbesuch von Briand und Laval); erwähnt wird weiter der Beginn des Jahres 1932, und am Schluss könnte es ungefähr März 1932 sein, wird doch gesagt, dass in Berlin immer noch Winter ist, während weiter im Süden bereits Blumen blühen. Der im Zitat aus dem Lexikon des Internationalen Films angegebene Nachname „Putzke“ der Hauptfigur wird im Roman nicht erwähnt.